# Salvador Freixedo
Salvador Freixedo (castellà: Salvador Freixedo Tabarés)  (O Carballiño, 23 d'abril de 1923 - 25 d'octubre de 2019) va ser un sacerdot catòlic gallec i posteriorment investigador sobre temes paranormals i relatius al fenomen Ovni i autor d'una important obra en castellà sobre aquests temes.

## Biografia
Va pertànyer a l'Orde dels Jesuïtes durant 30 anys. Va fer estudis d'humanitats, filosofia, teologia, ascesi i psicologia en universitats dels EUA i Europa. Des de la dècada de 1950 la seva posició crítica amb les postures de l'Església Catòlica i la publicació de les seves crítiques el van conduir a la presó i més tard a ser expulsat del sacerdoci.
El 1957, mentre era a Cuba, va escriure el seu primer llibre: 40 casos de injusticia social: examen de consciencia para cristianos distraídos. La seva publicació va commoure les altes esferes del poder i va ser invitat pel dictador Batista a abandonar l'illa.
El 1968, quan era a Puerto Rico, va escriure Mi Iglesia duerme, on plantejava la problemàtica d'una Església encossetada i denunciava el poc esperit evangèlic d'alguns dels seus dirigents, i també la irracionalitat d'alguns dels seus dogmes, per la qual cosa va ser exclòs de l'Orde.
El 1970 va aparèixer a Veneçuela el seu llibre Amor, sexo, noviazgo, matrimonio, hijos: Cinco realidades en evolución. Per influències episcopals, el partit socialcristià en el poder el va ficar a la presó i posteriorment el va expulsar del país.
A partir de la seva ruptura amb la Companyia es va dedicar a estudiar la fenomenologia paranormal, considerant-la una finestra a unes altres realitats o dimensions de l'existència. Fruit dels seus nombrosos viatges, investigacions i reflexions són més de vint llibres, alguns sobre la relació de la religió amb els extraterrestres.